# Ivan Medek

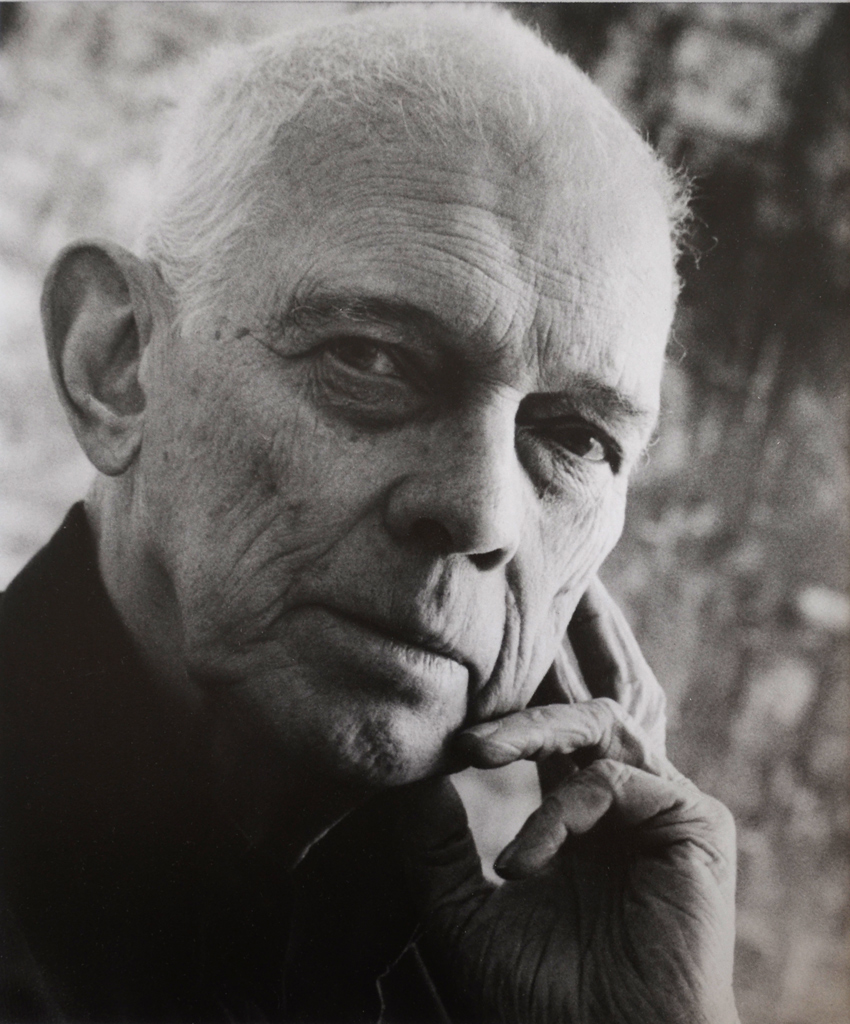
Ivan Medek

Ivan Medek (* 13. Juli 1925 in Prag; † 6. Januar 2010 ebenda) war ein tschechischer Musiktheoretiker, Musikkritiker, Radiomoderator und Journalist. Medek war einer der lautstärksten Mitglieder der tschechoslowakischen Dissidentenbewegung, insbesondere nach seiner Ausbürgerung aus der kommunistischen Tschechoslowakei im Jahre 1978. Medek arbeitete eng mit gleichgesinnten Kollegen wie dem Schriftsteller Václav Havel und dem Dirigenten Václav Talich zusammen. Er gehörte zu dessen Tschechischem Kammerorchester und war Mitarbeiter der Tschechischen Philharmonie.

## Leben
Medek ist der Sohn des Offiziers Rudolf Medek und Enkel des tschechischen Malers Antonín Slavíček (1870–1910). Er wuchs im Prager Stadtteil Karlín auf, wo er die Volksschule besuchte, anschließend ging er für vier Jahre auf das Akademische Gymnasium Prag. Er studierte am Prager Konservatorium, das er aber nach dem Februarputsch 1948 verlassen musste. Nachdem er sich nicht vom Geheimdienst StB hatte anwerben lassen verbüßte er in den 1950er Jahren eine dreimonatige Haftstrafe wegen der angeblichen Teilnahme an Geldschiebereien.
Nach einer musikalischen Ausbildung begann er seine Laufbahn als Journalist und Kritiker für klassische Musik. Er arbeitete für die Tschechische Philharmonie Prag, bis er wegen seiner oppositionellen Haltung vom kommunistischen Kulturministerium entlassen wurde. Bereits 1969 erhielt er das Verbot, öffentlich tätig zu sein. Medek gehörte auch zu den ersten Unterzeichnern der Charta 77. Im Januar 1977 erhielt daraufhin die sofortige Kündigung vom Musikverlag Supraphon. Danach arbeitete er als Pfleger in einem Prager Krankenhaus (Na Františku), nach einer weiteren Entlassung (wiederum aus politischen Gründen) als Tellerwäscher und Garderobier im Restaurant Pod Kinskou. 
Nach einer Reihe von Verhören und einem Angriff auf seine Person durch die Staatssicherheit (StB), sah er sich zu Anfang des Jahres 1978 gezwungen, in Österreich Exil zu nehmen. In Wien wurde er Korrespondent der Voice of America, wo er das tschechischsprachige Programm moderierte. Diese Radiosendungen wurden eine wichtige Verbindung mit den in der ČSSR verbliebenen Gleichgesinnten. Er arbeitete auch für Radio Free Europe und weitere Rundfunksender wie BBC, Deutsche Welle, Radio Vatikan. Durch seine vielfältigen persönlichen Beziehungen in Wien verhalf Medek der tschechoslowakischen Dissidentenbewegung zu ihrer Bekanntheit im Westen Europas.
Während der Samtenen Revolution im Spätherbst 1989 kehrte Medek aus dem Exil nach Prag zurück. Er wurde Berater der Tschechischen Philharmonie, Berater des tschechoslowakischen Kulturministers sowie Vorsitzender des Föderativen Rundfunk- und Fernsehrates.
Von 1993 bis 1998 arbeitete Medek in der Präsidentschaftskanzlei des ersten Präsidenten der Tschechischen Republik, Václav Havel, zunächst als Abteilungsleiter für Innenpolitik, ab 1996 als Kanzler. 1999 kandidierte Medek für den Tschechischen Senat, unterlag aber im Wahlkreis Prag gegen den Touristik-Unternehmer Václav Fischer. Seit dieser Zeit engagierte sich Medek in der katholischen Laienorganisation Opus bonum und wurde 1999, nach dem Tod des Gründers Anastáz Opasek deren Präsident.
Ivan Medek starb in Prag am 6. Januar 2010 im Alter von 84 Jahren. Er hinterlässt seine Ehefrau Helena.

## Ehrungen
Medek war Träger des Masaryk-Ordens 3. Klasse seit 1991. Im Jahre 1999 erhielt er die Verdienstmedaille (medaile Za zásluhy). 2008 erhielt Medek den tschechischen Prestigepreis für Journalisten „Cena Ferdinanda Peroutky“ (Ferdinand-Peroutka-Preis).

## Werke
- Děkuji, mám se výborně. Torst 2005 (deutsch: Danke, es geht mir ausgezeichnet)
- Jak to vidím. Vyšehrad  2003 (deutsch: Wie ich es sehe)